# Vastenactie
Vastenactie is een zelfstandige rooms-katholieke goede doelen stichting, die gedurende het hele jaar bij particulieren fondsen werft voor kleinschalige ontwikkelingsprojecten wereldwijd. Zij roept in Nederland op tot solidariteit met mensen die het minder goed hebben. Naast projecten van katholieke lokale en internationale partnerorganisaties ondersteunt Vastenactie ook particuliere initiatieven. In alle gevallen gaat het om projecten die zich richten op hulp aan mensen in ontwikkelingslanden – ongeacht religie, sekse of afkomst – bij het opbouwen van een zelfstandig en waardig bestaan. Sinds 2011 is Vastenactie ook verantwoordelijk voor de adventsactie (1967).
Vastenactie is van oudsher bekend van de vastenzakjes. De organisatie, die is gevestigd in Den Haag, werkt met een kleine staf van medewerkers en duizenden vrijwilligers in parochies, dorpen en steden in Nederland. Het werkterrein van Vastenactie ligt hoofdzakelijk in Afrika, Azië en Latijns-Amerika en het besteedbaar budget bedraagt ongeveer 2 miljoen euro (2018) per jaar.

## Campagnes
Vastenactie werft gedurende het hele jaar fondsen. Tijdens de vastentijd en de adventstijd voert zij actief campagne in parochies en op rooms-katholieke basisscholen in Nederland. Iedere campagne kent eigen thema’s en projecten.
·        De vastenactie vraagt mensen iets van hun overvloed te delen en even te minderen voor een ander in de periode tussen carnaval en Pasen.
·        De adventsactie wil licht brengen in de periode voor Kerstmis, bij mensen die leven in de marge van de samenleving.
·        Na natuurrampen en bij andere noodsituaties zamelt Vastenactie geld in voor noodhulp aan mensen in de getroffen gebieden.
Om kinderen al jong bewust te maken van de noden van anderen voert Vastenactie tijdens de vastentijd en de adventstijd campagne op rooms-katholieke basisscholen, onder meer met speciale lesmaterialen en fondsenwervingsactiviteiten.

## Geschiedenis
Stichting Bisschoppelijke Vastenaktie werd in 1961 opgericht door de Nederlandse Bisschoppenconferentie. Het doel was geld in te zamelen voor kleinschalige sociaaleconomische projecten in ontwikkelingslanden. In een tijd waarin welvaart, materialisme en bewapeningsuitgaven groeiden, wilden de bisschoppen een geest van onthechting en offerbereidheid stimuleren binnen de katholieke geloofsgemeenschap.
De parochies droegen het doel van Vastenaktie uit en verspreidden vastenzakjes om geld in te zamelen. De landelijke organisatie maakte elk jaar uit de ontvangen projectaanvragen een selectie van projecten die een bijdrage ontvingen. De publiciteit werd in de beginjaren verzorgd door Actie voor God. In 1965 besloten 14 nationale vastenacties uit andere landen in de wereld, waaronder Vastenaktie uit Nederland, om te gaan samenwerken. Deze samenwerking leidde in 1967 tot de oprichting van CIDSE, een internationaal overkoepelend orgaan, waarbij 18 nationale vastenacties uit Europa, de Verenigde Staten en Canada zijn aangesloten. Deze internationale vastenacties zetten zich wereldwijd in voor de strijd tegen armoede, ongelijkheid en onrechtvaardigheid.
In 1965 besloten Vastenaktie en Cebemo (Centrale voor Medefinanciering van Ontwikkelingsprogramma’s, 1961) tot een fusie. Vastenaktie behield wel haar eigen bestuur. De nieuwe organisatie ging verder onder de naam Bilance. Een aantal Nederlandse hulporganisaties, waaronder de katholieke ontwikkelingsorganisaties Memisa Medicus Mundi (1925), Mensen in Nood (1914) en Bilance besloten in 2000 hun krachten te bundelen en Cordaid op te richten. Vastenaktie was dus medeoprichter van Cordaid.
Eind 2011 beëindigde het bestuur van Vastenaktie het campagne-samenwerkingsverband met Cordaid. Vanaf 2015 besloot Vastenaktie zelf weer haar financiële- en donateursadministratie te voeren. De naam veranderde in Vastenactie (met een c) en het logo werd aangepast. In 2018 nam Vastenactie ook het projectenbeheer weer in eigen hand, waarmee de volledige ontvlechting van Vastenactie en Cordaid een feit was. Aanleiding hiervoor was verschil van inzicht over het te voeren beleid.
In 2018 ging Vastenactie nieuwe samenwerkingen aan met zusterorganisaties uit het internationale katholieke netwerk, waaronder Cafod (Engeland en Wales) en Trócaire (Ierland) en ook met Cordaid. Samen voeren zij wereldwijd bewustwordingscampagnes en ontwikkelingsprojecten uit. In 2019 werd de ‘nieuwe’ Vastenactie opnieuw lid van CIDSE (een internationale familie van katholieke ontwikkelingsorganisaties die werken aan verandering om een einde te maken aan armoede en ongelijkheid).
Vastenactie heeft een ANBI-status en ontving in 2018 het CBF keurmerk.